# 布林施泰因山
47°38′57″N 12°5′43″E / 47.64917°N 12.09528°E

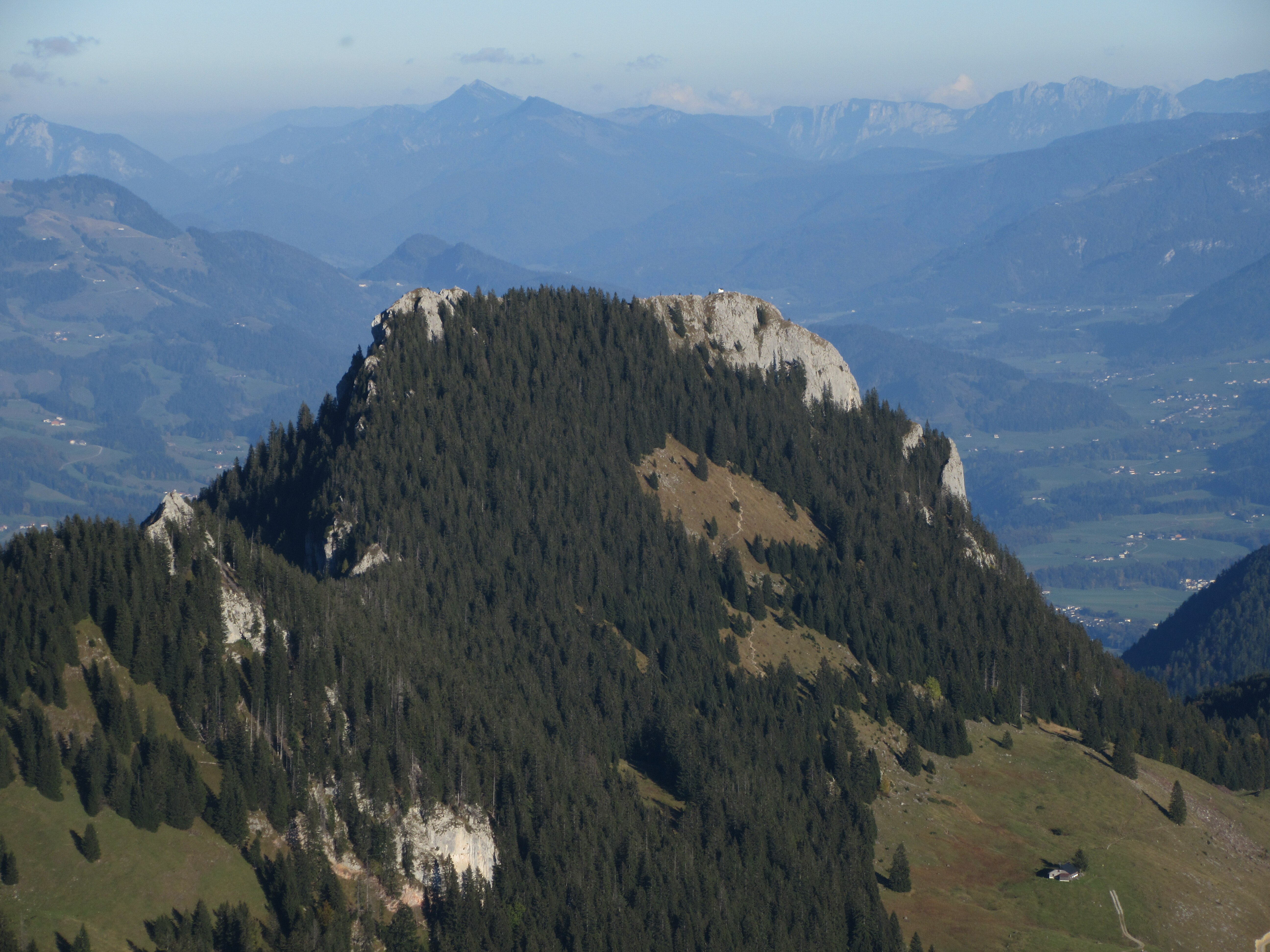

布林施泰因山（德語：Brünnstein）是德國巴伐利亞州的山峰，位於該國東南部，屬於芒法爾山脈的一部分，海拔高度1,634米，每年平均降雨量1,847毫米。